# Ion Barbu
Ion Barbu (ur. 18 marca 1895 w Câmpulung, zm. 11 sierpnia 1961 w Bukareszcie) – rumuński matematyk i poeta. Został pochowany na cmentarzu Bellu.